# 利重孝夫
利重 孝夫（とししげ たかお、1965年4月21日 - ）は、日本の実業家、元サッカー選手およびサッカー指導者。

## 人物
高校時代は読売サッカークラブのユースに所属。1984年に東京大学へ入学し、在学中はア式蹴球部に在籍した。1988年に東大教養学部を卒業して日本興業銀行（現：みずほフィナンシャルグループ）に入行。その後、コロンビア大学に留学して1994年6月に同大学経営大学院修士号を修得した。
2001年9月、楽天に入社。2005年5月に執行役員、2007年3月に取締役、同年4月に常務執行役員、2008年1月にコンテンツ事業部長を歴任した。また、この間にショウタイム（現：楽天ショウタイム）の副社長やクリムゾンフットボールクラブ（日本プロサッカーリーグ（Jリーグ）に加盟するヴィッセル神戸の運営会社）の取締役も務めた。2002年に楽天が東京ヴェルディ1969のユニフォームスポンサーとなり、楽天がサッカービジネスに参画するきっかけを作ったのは、同社代表の三木谷浩史の指示でサッカー経験のある利重が担当となり、読売クラブの後身であるヴェルディとの契約にこぎつけたことだったと利重自身が振り返っている。2012年3月、楽天の取締役を退任した。
その後はフットボリスタなどを発行する出版会社のソル・メディアの代表取締役を務める他、2013年度より母校の東京大学運動会ア式蹴球部の監督に就任。2014年11月にシティ・フットボール・グループ(CFG)の日本法人であるシティ・フットボール・ジャパンのマネージング・ディレクターに就任、2015年1月にLB-BRB TOKYO（現：東京ユナイテッドFC）の理事に就任した。
2016年4月、シティ・フットボール・ジャパンが株主となっていた横浜F・マリノスの運営企業、横浜マリノス株式会社のエグゼクティブ・アドバイザーとなり、同年6月には同社取締役に就任。7月からはF・マリノスのチーム統括本部長も兼任し、強化と経営の両面を担当して、日産自動車出身の長谷川亨社長らの日本側経営陣とCFGとの間の調整、およびチームの中核選手だった中村俊輔の退団を含むチーム体制変革に従事した。2017年2月からはスポーティング・ダイレクターのアイザック・ドルに強化部門の職務を譲って自身は取締役専念となり、2019年に横浜F・マリノスがJ1リーグで15年ぶりの優勝を果たす一翼となった。
2023年末にシティ・フットボール・ジャパン代表取締役を退任。
2024年7月2日、FC今治のエグゼクティブアドバイザーに就任。
2024年10月にサッカーの人材育成のための欧州拠点の構築を目指してオランダに出島フットボール（オランダ語: Deshima Football Consultancy BV、略称：DFC）を設立して代表取締役に就任。2025年4月2日にエールステ・ディヴィジのMVVマーストリヒトの株式を取得し共同オーナーとしてクラブの経営に参画することが発表された。
2025年4月、京都紫光クラブ株式会社の戦略顧問に就任。